# 19625 Ovaitt
19625 Ovaitt este un asteroid din centura principală de asteroizi.

## Descriere
19625 Ovaitt este un asteroid din centura principală de asteroizi. A fost descoperit pe 7 septembrie 1999 la Socorro, New Mexico, în cadrul proiectului LINEAR. Asteroidul prezintă o orbită caracterizată de o semiaxă mare de 2,44 ua, o excentricitate de 0,09 și o înclinație de 3,1° în raport cu ecliptica.